# Muse
Muse is een Britse rockband uit Teignmouth die in 1994 is opgericht. De band bestaat uit zanger, gitarist en pianist Matthew Bellamy, drummer Dominic Howard en bassist Christopher Wolstenholme.
Het eerste studioalbum van Muse, Showbiz,  kwam uit in 1999. Singles als Muscle Museum, Unintended en Sunburn zijn hiervan afkomstig. De band werd in deze tijd vaak vergeleken met een andere Britse rockband, namelijk Radiohead. Origin of Symmetry, hun tweede studioalbum, kwam uit in 2001. Het behaalde de derde plaats in de UK Albums Chart en verkreeg een platina-status. De singles Plug In Baby en New Born behaalden beide de top 20 van de UK Singles Chart.
Twee jaar later verscheen het derde studioalbum: Absolution op 21 september 2003. Dit werd de eerste nummer één-hit van de band in het Verenigd Koninkrijk. De songteksten van het album behandelen complottheorieën en politieke en wetenschappelijke overtuigingen. In 2006 ging de band hiermee door met het voor de Mercury Music Prize genomineerde Black Holes and Revelations, met als hoofdsingle het nummer Supermassive Black Hole. In 2009 verscheen het vijfde studioalbum The Resistance dat nummer één werd in Nederlandse en Belgische hitlijsten.
In 2012 kwam het album The 2nd Law uit en in 2015 volgde het album Drones.
Eind 2018 verscheen het 8e album Simulation Theory, dat in de zomer werd voorafgegaan door de singles Dig Down.
Begin 2022 laat Muse opnieuw wat van zich horen en komt met nieuw materiaal. De singles Won't Stand Down en Compliance worden uitgebracht. Op 26 augustus 2022 verscheen het negende studioalbum onder de titel de titel Will of the People
De muziek van Muse wordt beschreven als alternatieve rock, progressieve rock of spacerock, en is een mix van (hard)rock met klassieke invloeden die in later werk soms is aangevuld met elektronische muziek. Een ander kenmerk is het bombastische en pretentieuze in de muziek, dat ook terugkomt in de optredens van de band. Bellamy gebruikt vaak zijn falsetstem en schrijft over onderwerpen zoals liefde, maatschappelijke kwesties, het buitenaardse en politieke kwesties.

## Carrière

### 1994 - 1997: Oprichting en eerste demo's
Matt Bellamy, Chris Wolstenholme en Dom Howard ontmoetten elkaar enkele jaren voor de oprichting van Muse op hun school in Teignmouth. Toen startten ze de indie-band Muse. Alle drie waren ze studenten aan de Teignmouth Community College. Ook speelden ze allen in een band: Bellamy en Howard zaten in Gothic Plague en Wolstenholme was lid van Fixed Penalty. Nadat Gothic Plague uiteen viel, vroegen Bellamy en Howard aan Wolstenholme of hij in hun nieuwe band wilde als bassist. Bij Fixed Penalty bespeelde hij oorspronkelijk de drums, maar hij accepteerde het aanbod om basgitaar te spelen. De start van de band was niet al te serieus; het trio speelde een jaar lang in andermans huizen en kleine sporthallen. Volgens Bellamy was het niet meer dan "een reden voor jongeren om rond te hangen, dronken te raken en instrumenten te vernielen". Bellamy was bij het begin enkel gitarist, maar toen bleek dat hij van het trio de beste stem had, werd hij ook tot zanger benoemd. In februari 1994 besloot de band aan een 'battle of the bands'-competitie mee te doen. Als bandnaam voor dit optreden werd Rocket Baby Dolls gekozen, een naam die alleen op die avond werd gebruikt. Het trio verwachtte zelf geen winst en sloopte naderhand de podiumapparatuur (Wolstenholme: "Eigenlijk probeerden we gewoonweg Nirvana na te doen"), maar toch werden ze als winnaars gekozen.
De overwinning was voor het trio een signaal om de band serieus te nemen. Naderhand werd de bandnaam veranderd naar Muse en begon de band meer concerten te geven. Het idee om de band 'Muse' (Engels voor muze) te noemen, kwam nadat Bellamy een uitspraak van een medium hoorde: "Ik kon me herinneren hoe een medium vertelde dat je muzen kon oproepen als je op een erg spiritueel punt in je leven was. En ik denk dat ik deze band heb opgeroepen." Het eerste optreden als Muse was een maand later in een rollerdisco in Dawlish. De daaropvolgende concerten vonden vooral plaats in pubs in Devon. Bellamy: "De mensen wilden helemaal geen band zien. Ze kwamen daar om rustig een biertje te pakken, terwijl wij in de hoek herrie maakten." De band ging verder met toeren door Engeland, maar vaak werden ze gevraagd om covers te spelen. Omdat ze dat weigerden begon het aantal optredens tijdelijk af te nemen.
In mei 1995 werd de eerste demo This Is a Muse Demo opgenomen in het huis van Wolstenholme, met behulp van Bellamy's vader George Bellamy (ex-The Tornados). Dit werd opgevolgd door de Newton Abbot-demo in begin 1997. Eén nummer van de demo verscheen op een officiële uitgave: "Balloonatic" (later "Twin" genoemd) werd in 1997 uitgebracht op een compilatiealbum van Lockjaw Records, getiteld Helping You Back to Work - Volume 1. Ondertussen wilde Muse doorgroeien en wist dat er in Devon één man was die in de muziekwereld zat: Dennis Smith, eigenaar van Sawmills (een studio in Cornwall) waar hij samen met Oasis en Supergrass albums had opgenomen. In oktober 1995 vond de eerste ontmoeting tussen hem en de band plaats. Smith kwam vaker naar hun optredens kijken en raakte langzaamaan overtuigd van hun kwaliteiten. In 1997 legde hij contact met A&R Safta Jaffery, die de band ging bekijken. Smith en Jaffery besloten daarop de band gratis studio-uren aan te bieden. In Cornwall nam het voorlopige repertoire van de band op, waaronder de later uitgebrachte nummers "Cave", "Unintended" en "Muscle Museum".

### 1997 - 2001: Eerste extended plays enShowbiz
Smith had zijn eigen platenmaatschappij Dangerous Records en contracteerde Muse om onder dit label enkele ep's uit te brengen. In 1997 ontstond in de Sawmills Studio de ep Muse, die in mei 1997 werd uitgebracht. Jaffery regelde enkele showcases voor Muse, waaronder het Londense 'In The City' (een competitie voor bands zonder platencontract) maar geen enkel Britse platenlabel was geïnteresseerd. Hierna nam Jaffery de band mee naar de Verenigde Staten, waar hij aangemeld werd voor College Music Journal in New York. Daar werd Muse uitgenodigd voor een nieuwe showcase in Los Angeles, waar Maverick Records het snelst handelde en de band op kerstavond 1998 contracteerde. Zij regelden tevens enkele optredens voor de band in de Verenigde Staten en in Nederland. Er was echter nog steeds geen interesse van Engelse platenmaatschappijen, waardoor Jaffery en Smiths eigen bedrijf Taste Media de band onder zijn hoede nam. Taste regelde voor Muse onder andere contracten bij Mushroom Records (voor het Verenigd Koninkrijk, Ierland, Azië en Australië) en Motor/Universal (voor onder andere Duitsland en Oost-Europa). Er werd specifiek voor aparte labels gekozen, waardoor er gehoopt werd op een betere samenwerking.
Muse begon na het Maverick-contract vanuit Londen te werken en in januari 1999 verscheen de tweede plaat Muscle Museum. Er ontstond wat media-aandacht voor de band van onder andere dj Steve Lamacq en NME. In 1998 was Muse al begonnen met het werk aan een debuutalbum. Voor de productie werd samengewerkt met John Leckie, een producer die gewerkt had met Radiohead en The Verve. De band kende Leckie door zijn werk bij Sawmills Studio's. Het album werd afgerond in mei en een maand later volgde de debuutsingle "Uno", die plaats 73 behaalde in de UK Singles Chart. "Cave" werd de tweede single, alvorens het debuutalbum Showbiz in oktober uitkwam. Er volgden nog drie singles: "Muscle Museum", "Sunburn" en "Unintended".
Showbiz werd uitgelicht door onder andere NME, die Muse "de eerste grote gitaarband van de 21e eeuw" noemde. Showbiz werd door veel media vooral vergeleken met het werk van Radiohead; een stigma dat lang bleef hangen. Bellamy moest hierover meerdere malen in de media verklaren dat Muse niet 'Radiohead-light' was.
In augustus 1999 speelde Muse ter promotie van Showbiz in relatief kleine zalen voor enkele honderden mensen, maar ook op het Route du Rock-festival in Frankrijk voor 10.000 man - hun grootste optreden op dat moment. Bellamy noemde dat concert het moment waarop hij besefte dat Muse "heel groot kon worden". Op 2 december 1999 traden zij op in het voorprogramma van Live in de Statenhal in Den Haag. Het jaar daarop ging de band op tournee als voorprogramma van bands als Foo Fighters en Red Hot Chili Peppers in de Verenigde Staten. Ook verschenen ze op meer dan 50 festivals, waaronder dat van Pinkpop, Glastonbury en de Reading en Leeds Festivals. Ook werden er concerten gehouden in Japan en Australië. Ter promotie van de Japanse toer werd de ep Random 1-8 uitgebracht. Muse won tevens de 'Best New Act'-prijs bij de NME Awards. Het werd genomineerd voor dezelfde prijs bij de Brit Awards, maar wist deze niet te winnen.

### 2001 - 2002:Origin of SymmetryenHullabaloo

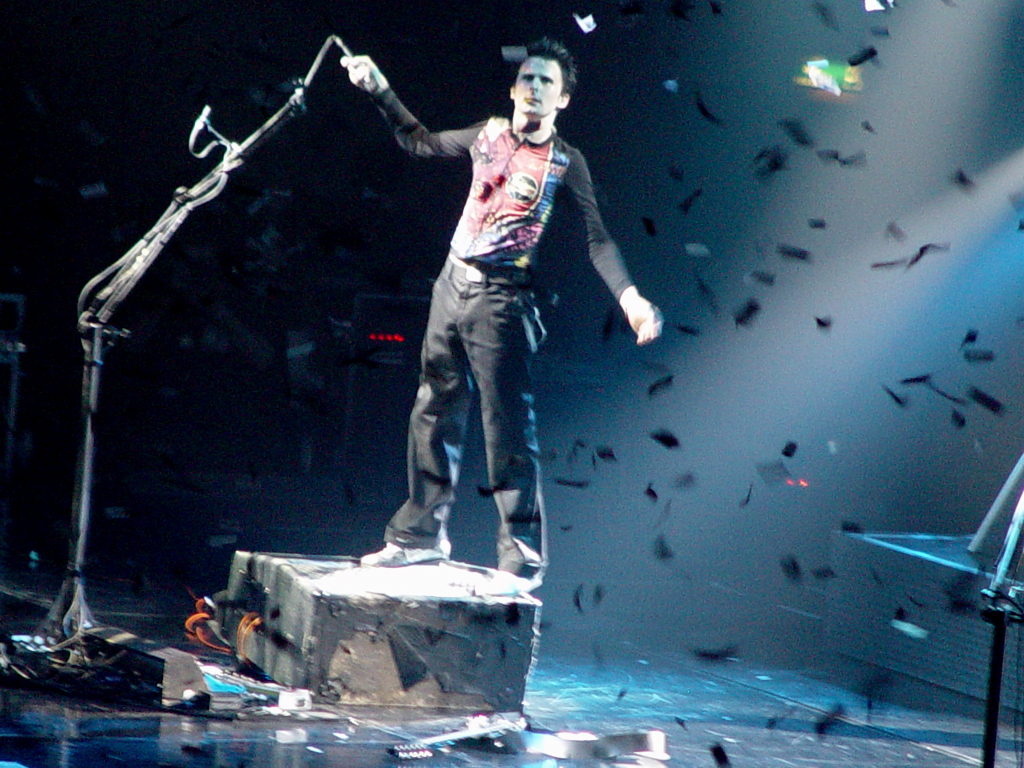
Matt Bellamy op het podium in Cardiff in 2003.

Begin 2000, tijdens hun Amerikaanse toer, begon Muse met het schrijven van nieuwe nummers. Tijdens de concerten van dat jaar werden er al nieuwe nummers geïntroduceerd, waaronder "Razor Blades" (later "Screenager") en "Plug In Baby". De toer van Muse eindigde in november, waarna de band begon aan de opnamen van het tweede album. Hiervoor werd wederom Leckie voor de productie gevraagd, alhoewel de band ook Dave Botrill als co-producer inhuurde. Na afronding van de opnamen werd in maart 2001 de eerste single "Plug In Baby" uitgebracht, gevolgd door een Engelse toer. De single behaalde de elfde plaats in de UK Singles Chart, hun hoogste notering tot op dat moment. De tweede single verscheen in juni en heette "New Born". Deze verscheen twee weken voor de uitgave van het album Origin of Symmetry. Later verschenen er nog twee singles: "Bliss" en "Hyper Music/Feeling Good".
Origin of Symmetry behaalde de derde plaats in de Engelse hitlijst. Het album werd positief beoordeeld door recensenten; het kreeg onder andere een score van 9 uit 10 van NME. De band won enkele prijzen dat jaar: hij haalde de prijs voor de beste Britse band binnen bij de Kerrang Awards. Tevens werd Muse genomineerd voor drie Q Awards (beste album, beste live-act en beste producer), maar wist deze niet te winnen. Het album was ook gereed voor uitgave in de Verenigde Staten, maar platenlabel Maverick besloot dat de nummers niet toegankelijk ('radiovriendelijk') genoeg waren. Ook hadden ze kritiek op Bellamy's gebruik van zijn falsetstem. Muse besloot hierop zich af te scheiden van Maverick, waardoor het album tot september 2005 niet in de Verenigde Staten uitgebracht zou worden.
Muse begon met het verschijnen van het album een Europese concertreeks, gevolgd door festivaloptredens op onder andere Lowlands, Rock Werchter en V Festival. In oktober was er wederom een Europese toer, waaronder een optreden in de Heineken Music Hall. Eind november eindigde Muse met vier concerten in Japan. Ook in 2002 speelde de band op verscheidende festivals zoals Pinkpop en Rock am Ring/Rock im Park. Het laatste optreden van dat jaar was in augustus op de Reading en Leeds Festivals. In juni 2002 bracht Muse de single/ep Dead Star/In Your World uit. "Dead Star" werd door Bellamy omschreven als "heel zware rock, maar geen indicatie voor het volgende album". De ep werd twee weken later gevolgd door de (dubbel-)cd en dvd Hullabaloo. De eerste cd bevatte een selectie van b-sides die opgenomen waren van de Showbiz- en Origin of Symmetry-sessies. Op de tweede cd stond een deel van de concerten die Muse gaf op 28 en 29 oktober 2001 in Le Zénith in Parijs. De dvd bevatte het gehele Parijse concert, plus een documentaire over de band.

### 2003 - 2005:Absolutionen Glastonbury
Na de Reading en Leeds-festivals in 2002 kon Muse voor het eerst sinds de opkomst van de band een rustpauze nemen. Bellamy: "We waren het contact met [familie, vrienden en bekenden] bijna verloren. Toen we voor het eerst weer met z'n drieën rond de tafel gingen zitten, besloten we het drukke tijdschema zo lang mogelijk uit te stellen. We huurden een oefenruimte in Londen en hebben daar een paar maanden lang zonder enige druk zitten oefenen en werken aan de nieuwe nummers. We konden echt weer 'vrij' muziek maken, het leek wel op de dagen in Teignmouth zonder platendeal." Volgens hem zorgde dit er ook voor dat de nummers veel beter in elkaar zaten dan bij Origin of Symmetry. Bellamy was overigens in begin 2002 al nieuw materiaal aan het schrijven.
Voor de opnamen van het album werd besloten niet met Leckie te werken, maar met Paul Reeve, John Corfield en met name Rich Costey. Bellamy: "Hij heeft zo ongeveer het hele album geproduceerd, en ook gemixt. Hij begreep precies wat we probeerden te bereiken." Muse wilde het album groots aanpakken door een volledig orkest te gebruiken, maar na het opnemen van twee nummers werd deze aanpak afgekeurd en besloten zij 'back to basics' te gaan. Volgens Bellamy had de Irakoorlog en het veranderende politieke klimaat een invloed op het album: "Er zitten veel apocalyptische elementen in de nummers. Tijdens de opnamen brak de Irakoorlog uit en de richting van het album nam opeens een vrij drastische draai. Het kwam meer als een globale angst en wantrouwen voor de machthebbenden voorbij." In september 2003 kwam dan het album Absolution uit. Bij dit album werd klassieke muziek gemixt met harde rock. "Time Is Running Out" werd Muse' eerste top 10-hit in het Verenigd Koninkrijk. Daarnaast werden "Hysteria", "Sing for Absolution" en "Butterflies and Hurricanes" als singles uitgebracht.
In september begon Muse aan de 'Absolution Tour' met een optreden in de Amsterdamse Melkweg. Later dat jaar volgde een Europese concertreeks en in 2004 volgden optredens in Australië, Japan en Noord-Amerika om in de zomer terug naar Europa te keren voor de festivals, waar Muse onder andere headliner was op V Festival, T In The Park en Pinkpop. In juni speelde Muse ook als hoofdact op het Glastonbury Festival. Een uur na dat optreden overleed Howards vader, die aanwezig was bij het concert, aan een hartstilstand. De band nam een week vrij om Howard steun te bieden. Bellamy: "Ik denk dat [Dom] tenminste wel blij was dat zijn vader hem heeft gezien bij onze beste avond van de band tot nu toe". In augustus 2004 was Muse het voorprogramma van The Cure in de Verenigde Staten, maar na een polsblessure van Wolstenholme moesten de laatste drie optredens afgelast worden. Om toch op V Festival een week later te spelen, werd de hulp ingeroepen van Morgan Nicholls, die Wolstenholme op basgitaar verving. Het jaar werd afgesloten met een dubbelconcert in het Londense Earls Court.
Muse won in 2004 twee MTV Europe Music Awards, die van "Best Alternative Act" en "Best UK & Ireland Act". Ze wonnen ook de Q Award voor "Best Live Act". Op de Brit Awards van 2005 wonnen ze wederom de prijs voor "Best Live Act". In 2005 werd alleen in april en mei getoerd met een reeks optredens in de Verenigde Staten. Het laatste concert van dat jaar was in Parijs voor Live8. Na de uitgave van Absolution liep het contract van Muse bij Taste Media af, waarop Taste door Jaffery en Smith in augustus verkocht aan Warner Music. De band belandde daardoor automatisch ook bij die platenmaatschappij, maar mocht wel binnen Warner zijn eigen label starten: Helium-3. De eerste uitgave op Warner was Absolution Tour in december, met een registratie van het Glastonbury-optreden in 2004 en enkele beelden van overige concerten.

### 2006 - 2008:Black Holes and Revelationsen Wembley-optredens

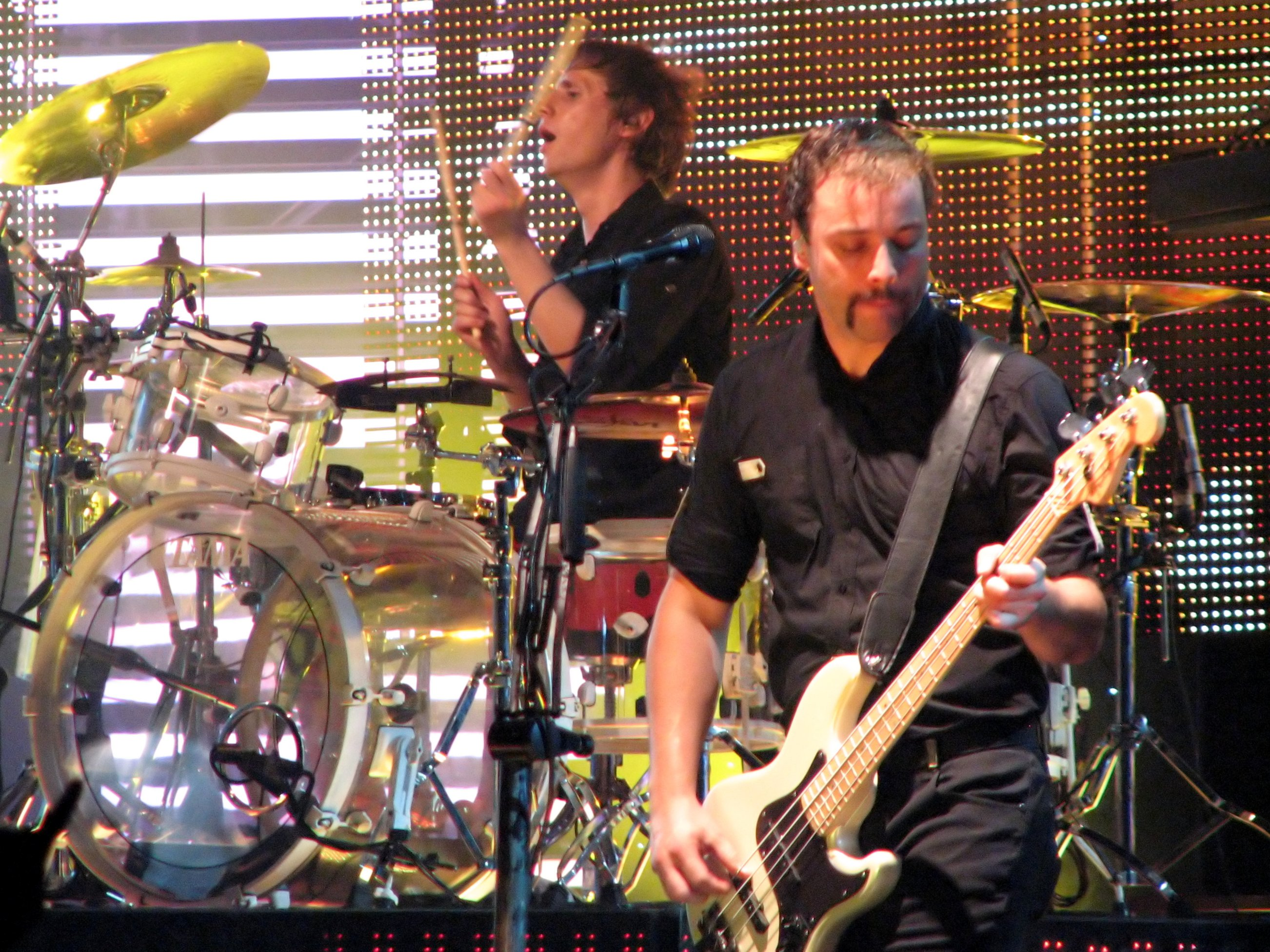
Dom Howard (links) en Chris Wolstenholm tijdens een concert in 2007.

Voor het schrijven van een nieuw album werd door de bandleden besloten om tijdelijk een Frans kasteel in te trekken. Dit om in alle rust te werken en om nieuwe muzikale invloeden te verkrijgen. In Frankrijk werd gespeeld met nieuwe instrumenten, zoals synthesizers. Er ontstonden ongeveer 20 nummers en de band was begonnen aan de opnamen, maar deze werden door de bandleden als 'erg langzaam' ervaren doordat ze steeds meer moeite met de rustige omgeving kregen. Daarop besloot Muse het album verder op te nemen in New York. In New York sloot Rich Costey zich wederom aan bij de band, alhoewel de productie ditmaal gezamenlijk in de handen van Costey en Muse kwamen.
De eerste single "Supermassive Black Hole" werd in juni 2006 uitgebracht; een week voor de uitgave van het vierde studioalbum Black Holes and Revelations. Muzikaal gezien is de klassieke kant van Muse minder te horen en bevat het meer elektronische muziek. Tekstueel werd Bellamy zwaar beïnvloed door politieke gebeurtenissen en het buitenaardse. Black Holes and Revelations werd in 2006 genomineerd voor een Mercury Music Prize (die werd verloren aan Arctic Monkeys) en voor 'Best Album' op de Brit Awards. Tevens behaalde het in de hitlijsten de eerste plek in het Verenigd Koninkrijk en de tweede plek in België en Nederland. Het album kreeg een Platinum Europe Award nadat er één miljoen exemplaren van waren verkocht. Later verschenen nog vier singles: "Starlight", "Knights of Cydonia", "Invincible" en "Map of the Problematique".
Na uitgave van het album begon Muse meteen aan een toer, maar ditmaal met Morgan Nicholls als permanente toevoeging op de live-formatie. Nicholls ging zich voornamelijk bezighouden met keyboard en synthesizer. In de zomer werden festivals zoals Reading en Leeds Festivals, Rock Werchter en Lowlands aangedaan. Ook was de band zowel in de zomer als de herfst in de Verenigde Staten aanwezig voor een toer. Eind 2006 volgde een Europese toer, waarbij de Brabanthallen en het Sportpaleis werden aangedaan. In 2007 toerde Muse door Australië en Azië en fungeerde het in de Verenigde Staten als voorprogramma voor My Chemical Romance. In de zomer speelde de band opnieuw op enkele festivals, waaronder voor de vierde keer op Pinkpop. In het najaar werd wederom uitgebreid getoerd door de Verenigde Staten, met een show in Madison Square Garden voor een uitverkocht huis (20.000 man), hun grootste optreden in het land tot op dat moment.
Op 16 en 17 juni 2007 speelde Muse voor een uitverkocht Wembley-stadion in Londen; hun grootste optredens ooit. De band was de tweede artiest die optrad in het nieuwe stadion. In maart 2008 werd een registratie van het optreden uitgebracht op cd en dvd onder de naam HAARP. In 2008 speelde Muse concerten in de Verenigde Arabische Emiraten, Zuid-Afrika en Zuid-Amerika. In april van dat jaar was de band aanwezig op het benefietconcert Teenage Cancer Trust in het Londense Royal Albert Hall. Het laatste optreden van 2008 was als headliner van V Festival. In augustus lekte een nieuw Muse-nummer uit op het internet: "Who Knows Who" was een collaboratie met Mike Skinner en verscheen later als B-kant op "Uprising".

### 2009 - 2010:The Resistanceen eerste stadiontour
In mei 2008 werd bekend dat Muse begonnen was met het schrijven van een nieuw album. Het album werd volledig zelf geproduceerd en Bellamy besloot voor deze plaat een 'symfonie' op te nemen waar hij al enkele jaren aan had gewerkt. Een groot gedeelte hiervan was orkestraal en werd door Bellamy zelf gearrangeerd. Later zou blijken dat het stuk de titel "Exogenesis" kreeg. Het werk voor het album, dat plaatsvond aan het Comomeer, ging door tot in 2009. In februari won Muse voor de tweede maal de NME Award voor 'Best Live Act' en in mei werd bekend dat het nieuwe album The Resistance zou gaan heten. In de zomer organiseerde Muse een wereldwijde zoektocht naar usb-sticks in zes verschillende steden, die gezamenlijk het nummer "United States of Eurasia" via een website vrijgaven.
The Resistance werd in september 2009 uitgebracht, met "Uprising" als eerste single. Later verschenen ook "Undisclosed Desires" en "Resistance" als singles. Het album behaalde de eerste plaats in onder andere de Britse, Nederlandse en Belgische hitlijsten. Een maand eerder vonden twee 'homecoming'-concerten in Teignmouth plaats; Muse' eerste optredens in een jaar. Hierna fungeerde de band als voorprogramma van U2 in de Verenigde Staten, om in oktober en november hun eigen Europese concertreeks te spelen. Hierbij werden onder meer het Sportpaleis Antwerpen en Ahoy Rotterdam aangedaan. De toer kreeg in het voorjaar van 2010 een vervolg in Australië, Azië en Noord-Amerika. In de zomer speelde Muse hun eerste stadiontoer ooit, waarbij negen Europese stadions en parken werden aangedaan (waaronder het Goffertpark, tweemaal Stade de France en tweemaal Wembley). Ook speelde de band op enkele festivals, waaronder Rock Werchter, Sziget, Rock am Ring en Rock im Park. Op het Glastonbury Festival werd de band tijdens een cover van U2's "Where the Streets Have No Name" vergezeld door The Edge.
In februari 2010 won Muse tijdens de jaarlijkse NME Awards de prijs voor beste Britse band. Ondertussen verschenen er twee nieuwe uitgaven: in april bracht de band de ep Exogenesis in de Verenigde Staten uit in het kader van Record Store Day. Daarnaast werd in mei een nieuwe single uitgebracht met de titel "Neutron Star Collision (Love Is Forever)". Het werd geschreven voor de film The Twilight Saga: Eclipse. De toer ter promotie van The Resistance wordt in het najaar afgesloten met concerten in de Verenigde Staten, Canada en Australië. Volgens Wolstenholme wordt hierna door de bandleden een pauze genomen, om in 2011 te beginnen aan een nieuw album. De buitenaardse fascinatie van het viertal bereikt een voorlopig hoogtepunt door de aankondiging dat ze de eerste band in de ruimte willen zijn. Per toeval kondigde de Nederlandse band Pioneers of Love niet veel eerder hetzelfde aan op Radio 3FM.

### 2011 - 2017:The 2nd LawenDrones

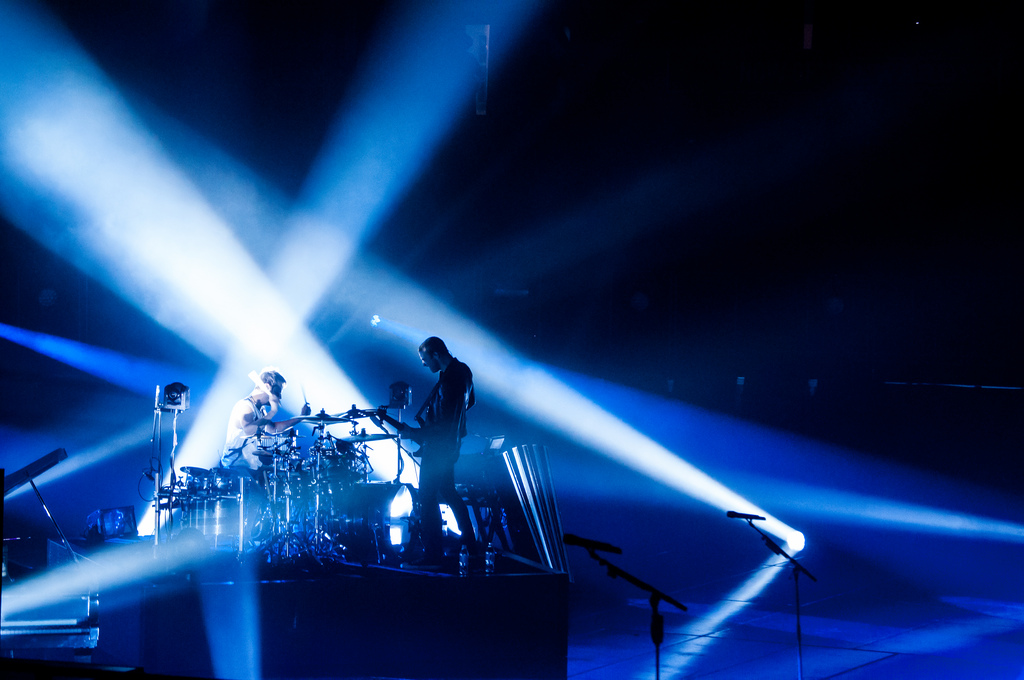
Drummer Dom Howard en bassist Chris Wolstenholme tijdens The 2nd Law Tour.

Op 20 oktober 2011 maakte de toenmalig manager van de band, Anthony Addis, bekend dat het 6e studioalbum rond oktober 2012 wordt uitgebracht. Volgens Addis hebben ze al veel materiaal geschreven en zijn ze nu bezig met het opnemen van het album. Op 6 juni plaatste de band een trailer van het aankomende album op de officiële website. Daarin wordt de link gelegd met de economische crisis, het milieu en de oorlogen overal in de wereld onder de albumtitel The 2nd Law. Het filmpje begint met een orkest dat zich langzaam harder opbouwt, een gedeelte van het nog niet uitgebrachte nummer Unsustainable, totdat er onverwachts een nieuwe kant van Muse tevoorschijn komt. Een dertig seconden lang stuk dubstep, maar dan 100% instrumentaal, zo werd verklaard in een interview met NME Magazine op 24 juli 2012. Dit stuk zou het nummer "The 2nd Law: Unsustainable" zijn. Het album wordt uitgebracht op 16/17 september 2012. In het filmpje zie je een vrouw die een tekst voorleest als in een journaal. De tekst werd door leadzanger Matthew Bellamy 2 dagen eerder via Twitter geplaatst en verwijst naar de Tweede wet van de thermodynamica (The second law).
Op 7 juni kondigde Muse een Europese tournee aan om het nieuwe album te promoten. Tijdens de tournee treden ze op in de Ziggo Dome in Amsterdam en het Sportpaleis in Antwerpen. Op 27 juni kondigde Muse haar nieuwste single "Survival" aan. Dit lied is ook het officiële themanummer voor de Olympische Zomerspelen 2012 in Londen. De Nederlandse première van "Survival" was tijdens het radioprogramma MetMichiel op 3FM.
Op 13 juli gaf Muse op de officiële site de tracklist van het nieuwe album vrij. Het telt 13 nummers en in een NME interview beschreef Muse alvast haar nieuwe nummers;
Supremacy, een nummer met blues-invloeden en een climax. thema's als de verwoesting van de aarde. Madness is een elektronisch nummer geïnspireerd op de liefde. Panic Station kent 80's invloeden en heeft iets weg van Prince. ook vintage drumbeats zijn erin verwerkt. 5e track op het album heet Survival, ingeleid door Prelude, een minuut lange compositie. Follow me gaat over Matt's vaderschap en pasgeboren zoon Bingham Hawn Bellamy en zal zelfs een intro bevatten met het hartritme van hem. Met Animals bedoelt Matt de bankiers in een liedje met flamenco erin verwerkt. Explorers wordt beschreven als een koraal popnummer en Big Freeze gaat over de uiteindelijke apocalyps, geen nieuw Muse-onderwerp. Ook bestaan er theorieën over een referentie tussen Big Freeze van Muse en Big Cheese van Nirvana, wat een grote inspiratiebron was voor Muse. De twee opvallende nummers Save Me en Liquid State zijn geschreven door bassist Chris en zelfs gezongen. De nummers gaan over zijn voormalige drankverslaving waarmee hij problemen had onder de opnames van The Resistance. De laatste twee nummers zijn opera's met een nog verrassend tintje volgens de band. The 2nd Law: Unsustainable en The 2nd Law: Isolated System luiden ze.
Bellamy sprak het eerst over het volgende album, Drones, na The 2nd Law tijdens een concert in het Olympiastadion van Helsinki op 27 juli 2013. Na de nummers Agitated en Yes Please zei hij het volgende:

We hebben deze nummers niet meer gespeeld sinds ongeveer 6 jaar... Iets in die richting. Dit was een repetitie. Zo gaat het volgende album klinken, oké?
— Matthew Bellamy op 27 juli 2013

In een interview met het muziektijdschrift Rolling Stone, backstage bij het iHeartRadio-muziekfestival, gaf de band aan dat er een concertfilm zal komen van hun optreden in het Olympisch Stadion in Rome. De film zal uitkomen in 4K-kwaliteit, en zal daarmee de eerste concertfilm zijn die in zo'n hoge resolutie is gefilmd.
Op 10 maart 2015 werd het eerste materiaal van het nieuwe album Drones uitgebracht: het nummer heet 'Psycho' en bevat een gitaarriff die Muse veel gebruikte bij het jammen tijdens een optreden. Dertien dagen later kwam de eerste single van het album, 'Dead Inside', uit.

### 2018 - heden:Simulation TheoryenWill of the People
Op 18 mei 2017 kwam de eerste nieuwe single uit na het album Drones. De song is getiteld Dig Down, afkomstig van het album Simulation Theory. Van dat album zijn uiteindelijk nog vier singles getrokken; Thought Contagion, Something Human, The Dark Side en Pressure.
Op 26 augustus 2022 werd het negende studioalbum Will of the People uitgebracht. Warner Records wilde een greatest hits-album, maar daar voelden de leden niets voor. In plaats daarvan werd een geheel nieuw album opgenomen, met sounds die de band door de jaren heen heeft gebruikt op de eerdere albums.

## Muzikale stijl en invloeden
Allmusic noemt Muse "een fusie tussen progressieve rock, glam, elektronica en Radiohead-beïnvloede experimenten". Daarentegen benadrukt Rolling Stone de "combinatie tussen apocalyptische verbeelding en sci-fi gitaarwerk". Kenmerkend is het pianowerk van Bellamy, geïnspireerd door klassieke componisten. Bellamy over de connectie tussen hardrock en klassiek: "Onze muziek is gebaseerd op het conflict tussen het fysieke, agressieve gevoel van de harde rock, en het meer overpeinzende en abstracte van klassieke muziek. Wat wij proberen te doen is een brug te bouwen tussen die twee, en daarmee iets volkomen nieuws en origineels te creëren." Bellamy is binnen de band verantwoordelijk voor het schrijven van de nummers. Soms worden de songs aangevuld met ideeën van Wolstenholme en Howard. Bellamy over de rolverdeling: "de andere twee stellen mij wel in staat om te doen wat ik doe. Zonder elkaar hebben we geen bestaansrecht. (...) Hun gedrevenheid gaat minder ver, dat klopt. Ze zijn gedreven in wat zij doen en daar houdt het op. Ik denk dat ik meer over muziek nadenk en met de band bezig ben dan zij, ja. Samen zorgen ze er ook voor dat ik in balans blijf dat de stoppen niet doorslaan, want soms neig ik naar al te grote extremen. Zij schuiven me dan weer even terug naar het midden."
De band maakt zijn muziek vaak bombastisch en 'over-the-top'. Dat Muse dit niet compleet serieus bedoelt, werd na de uitgave van The Resistance ook benadrukt door Queen-gitarist Brian May, die vond dat Muse net zoals zijn eigen band dikwijls de ‘tongue-in-cheek’ hebben. Bellamy hierover in 2001: “Ik weet dat we voor sommigen nogal dramatisch overkomen. Dat doe ik met opzet, omdat ik denk dat de meeste muziek van tegenwoordig saai is. Ik hou alles een beetje over-the-top en ik zie geen reden om dat te verbergen.” In een interview in 2007 verklaarde de frontman: “We spelen graag met excentrieke ideeën. Soms denk zelfs ik van: ‘Dit is wel erg flauw, niet?’ Een lied “Knights of Cydonia’ noemen is misschien wel deze humor bevestigen, zeker als het epische gehalte bijna tot een komisch niveau wordt gebracht. (...) Zowel op het podium en in de studio is er het element van ‘nergens iets om geven’. Je hebt veel vrijheid als je om jezelf kunt lachen.”
In de vroege jaren van de band werd Muse vergeleken met Radiohead, met de nadruk op het alternatieve rock-geluid en de falsetstemmen van Bellamy en Thom Yorke. Ook schreef de muziekpers over vergelijkingen met Jeff Buckley, maar volgens Bellamy waren beide artiesten voor Muse nooit een invloed geweest. Bands die wel een inspiratie waren voor hem waren onder andere Dinosaur Jr., Sonic Youth en The Jimi Hendrix Experience. Ook luisterde Bellamy naar klassieke componisten, waaronder Berlioz, Chopin, Rachmaninov en Debussy. De bandleden van Muse kennen enkele gezamenlijke idolen, zoals Rage Against the Machine, Nirvana, dEUS, Soulwax en Millionaire. Queen was aanvankelijk geen inspiratie; de bandleden kenden voor Showbiz alleen hun hits. Nadat ze hierna echter door de media vergeleken werden met Queen, besloten ze hun muziek te beluisteren en werd het hierdoor een invloed op de sound van Muse.

### Teksten

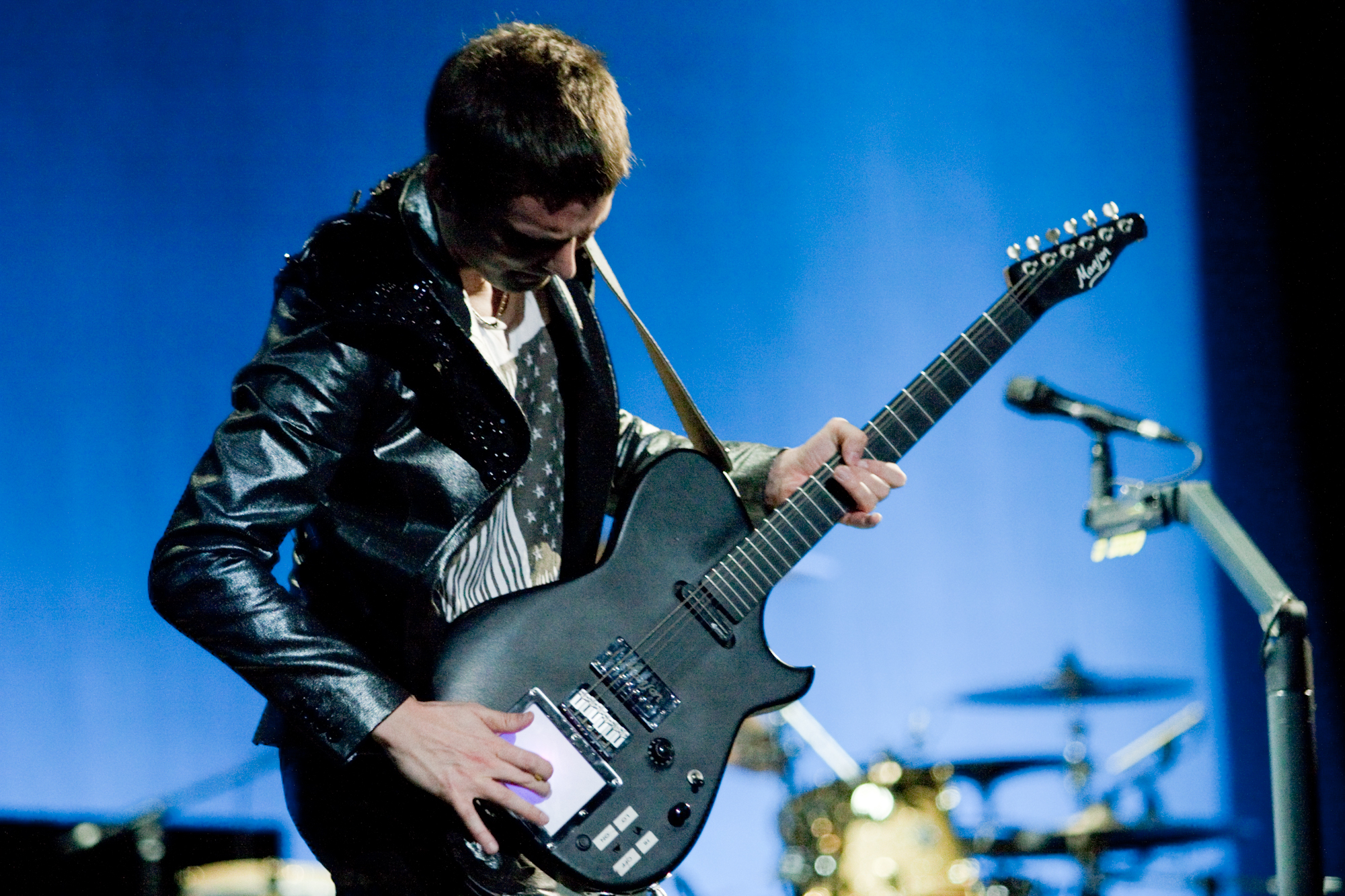
Matt Bellamy in 2009 in Oakland. Te zien is hoe hij zijn ingebouwde Kaoss Pad-controller op zijn gitaar met de vingers bespeelt.

Matt Bellamy, hoofdverantwoordelijke voor alle teksten van Muse, begint een lied altijd eerst met de muziek. Daarna bepaalt hij welke emotie hieraan gekoppeld kan worden, en gaat dan op zoek naar woorden die hierbij passen. Bellamy: "Dit klinkt alsof al je teksten geen werkelijke verhaalwaarde hebben. Toch weet ik zeker dat er genoeg lijn in zit om er iets uit te halen, een boodschap, een gevoel. Muziek is het medium waaraan je situaties in je leven verbindt. En als je dan weer eens een nummer uit je verleden hoort, dan zit je direct weer terug in die tijd, inclusief alle gevoelens, problemen, emoties." De teksten van de eerste twee albums Showbiz en Origin of Symmetry handelden veelal over liefde, verdriet, gevoelens en problemen. NME noemde de band in die periode ook wel "angst rockers". Bellamy omschreef deze als zijn meest persoonlijke teksten: "Ik worstelde in die tijd met allerlei problemen. Problemen zoals iedereen die heeft. Via zulke teksten kwam ik er uiteindelijk uit. Gevoelsmatig dan. Want het is niet dat ik er de oplossing door vond. Het was een kwestie van negatieve energie kwijtraken via woorden."
Rond de periode van Absolution raakte Bellamy meer geïnteresseerd in politiek en dat reflecteerde hij op zijn teksten. Een oorzaak daarvan was volgens hem de veranderingen in de wereld toentertijd. Van invloed op Absolution was onder andere de Irakoorlog en het Britse beleid van Tony Blair. Op het album uitte Bellamy zich tevens als uitgesproken atheïst en bekritiseerde de machthebbenden met het nemen van beslissingen op religieuze grond, zoals George W. Bush en de islamitische regeringsleiders. De kern hiervan wordt door Bellamy samengevat in "Thoughts of a Dying Atheïst": "Het is een zeer provocerende song, waarin ik me doelbewust als atheïst opstel. Er zit veel boosheid in. In feite roep ik de machtswellustelingen ter verantwoording die zich achter hun Godsmasker schuil houden." De angst over het verval van de wereld door deze problemen worden volgens hem beschreven in "Apocalypse Please". Op het album Black Holes and Revelations richt Bellamy zich onder andere op het buitenaardse, zoals in de nummers "Supermassive Black Hole" en "Knights of Cydonia", waar een beschaving op Mars wordt beschreven.
Voor het album The Resistance haalde Bellamy inspiratie uit boeken zoals The Grand Chessboard van Zbigniew Brzeziński en The Black Swan van Nassim Nicholas Taleb. The Grand Chessboard behandelt de theorie dat de Verenigde Staten heel Eurasia moet overnemen om zeker te zijn van bepaalde grondstoffen. Uit deze gedachte is het nummer "United States of Eurasia" ontstaan. Tevens is het nummer "MK-ULTRA" vernoemd naar het gelijknamige project. Actuele gebeurtenissen, zoals de kredietcrisis, hebben ook invloed gehad op de teksten, zoals Howard verklaart: "Toen we begonnen aan de plaat was het ongemak richting de gebeurtenissen wereldwijd voelbaar [refererend aan de kredietcrisis]. (...) Het was ook al een tijd geleden dat er zoveel mensen de straat op gingen om te protesteren. Daarom zijn enkele nummers van ons ontstaan uit het idee van een 'weerstand' ('resistance'). Wolstenholme: "Uprising" heeft dat protest-gevoel bij zich. Ik denk dat het hele nummer gaat over het hebben van een soort wantrouwen tegen de machthebbenden, of dat nou politici of bankieren zijn. We leven in een maatschappij waar je wordt geacht je mond te houden en zaken gewoon te accepteren." De afsluiter van het album "Exogenesis", gaat over het verlaten van de mensheid naar een andere planeet om daar een nieuwe en betere beschaving op te bouwen.

## Concerten
Muse heeft de afgelopen jaren enkele gerenommeerde prijzen gewonnen op het gebied van live-optredens. De band won tweemaal een BRIT Award,, tweemaal een Kerrang! Award en driemaal een Q Award voor 'Best Live Act'. Tevens won Muse tot op heden driemaal de 'Best Live Band'-prijs bij de NME Awards en won het in 2007 de prijs van 'Headliner' tijdens de MTV Europe Music Awards. Het grootse en pretentieuze van de muziek wordt ook doorgevoerd in de live shows. Na het Pinkpop-optreden in 2007 omschreef 3VOOR12 het concert als "bombastische superrock van kosmische proporties. Een overdonderende geluidsmachine met duizelingwekkende arrangementen en grootse thema's. Muse balanceert op de rand van grootheidswaan, maar weet precies waar de grens ligt."
Volgens Bellamy kwam het bewustzijn voor het iets extra's brengen op het podium voor het eerst tijdens hun eerste Amerikaanse toer in 2000, toen ze in het voorprogramma van bands en op festivals stonden. Bellamy: "Als je voor tienduizend Amerikanen staat die Muse geen reet kunnen schelen, wil je ze weleens laten zien wat je waard bent. Dus ging er een knop om. Óf je verstopt je voor zo'n gedesinteresseerde massa, of je gaat gewoon het podium op met een instelling van 'whoa, yeah!' Ik koos voor dat laatste." Vanaf de toer in 2002 hield Muse zich meer bezig met het visuele gedeelte van een concert. Tijdens die concertreeks werd er onder andere gewerkt met videoschermen. Howard toentertijd hierover: "Sinds onze laatste tournee werken we met grote filmschermen op het podium. Eentje waarop je mij ziet, eentje met Chris en eentje met Matthew. Aan alle kanten word je daarvoor door cameramensen belaagd. Een ervaring, als je net uit het kleine clubcircuit komt. In het begin wat vreemd, maar je raakt eraan gewend, en gaat proberen het optimaal te benutten, als extra onderdeel van de hele show." In 2007 speelde Muse tweemaal voor een uitverkocht Wembley Stadium, hun eerste stadionconcerten. De band gebruikte voor de shows een decor met satellietschotels op de achtergrond en verschillende pyrotechnieken. Ook waren er gymnasten aanwezig die aan een ballon door het stadion zweefden.
Voor de toer ter promotie van The Resistance in 2009 werd een nieuw concept ontworpen. Te zien was een rond podium met drie zuilen die beweegbaar waren: in de laagste stand was een vlak podium te zien, maar in de hoogste stand torenden de bandleden ieder op hun eigen zuil boven het publiek uit. Op de zuilen waren via ledschermen videobeelden en animaties te zien. Muse, die samenwerkte met stagedesigner Es Devlin, raakte geïnspireerd door het boek 1984 van George Orwell. Howard: We kwamen met het idee van een institutionele structuur en Devlin wilde het gevoel creëren van twee mensen die in deze utilitaristische gevangenis vast zaten." Dit resulteerde in de drie torens waar de bandleden in 'gevangen' werden. Voor de stadiontoer in 2010 werd voortgeborduurd op 1984: het podium had de vorm van een piramide, maar het uiterlijk van een gebouw. Volgens Bellamy moesten de ramen de verschillende ministeries uit het boek voorstellen.

## Bezetting

### Officiële bezetting
- Matthew Bellamy – zang, gitaren, keyboards, synthesizers, keytar (1994 - heden)
- Christopher Wolstenholme – basgitaar, zang, mondharmonica (1994 - heden)
- Dominic Howard – drums, slaginstrumenten, synthesizers (1994 - heden)

### Assistentie bij concerttournees
- Dan Lancaster - synthesizers, achtergrondzang, gitaar, slaginstrumenten (2022 - heden)
- Morgan Nicholls – synthesizers, achtergrondzang, gitaar, basgitaar, slaginstrumenten (2006 - 2022)
- Dan "The Trumpet Man" Newell – trompet (2006 – 2008)
- Alessandro Cortini – keyboards, synthesizers (2009)

## Gewonnen prijzen
| Jaar | Prijs                    | Categorie                                  |
| ---- | ------------------------ | ------------------------------------------ |
| 2000 | NME Awards               | Beste nieuwe band                          |
| 2001 | Kerrang! Awards          | Beste Britse band                          |
| 2002 | Kerrang! Awards          | Beste Britse live-act                      |
| 2003 | Q Awards                 | Meest innoverende band                     |
| 2004 | Kerrang! Awards          | Beste album: Absolution                    |
| 2004 | MTV Europe Music Awards  | Beste alternatieve act                     |
| 2004 | MTV Europe Music Awards  | Beste Britse en Ierse act                  |
| 2004 | Q Awards                 | Beste live-act                             |
| 2005 | Brit Awards              | Beste live-act                             |
| 2005 | NME Awards               | Beste live band                            |
| 2006 | Kerrang! Awards          | Beste liveband                             |
| 2006 | Q Awards                 | Beste live-act                             |
| 2006 | MTV Europe Music Awards  | Beste alternatieve act                     |
| 2007 | MTV Europe Music Awards  | Beste Britse en Ierse act                  |
| 2007 | MTV Europe Music Awards  | Beste headliner                            |
| 2007 | mtvU Woodie Awards       | Woodie voor beste optreden                 |
| 2007 | NME Awards               | Beste Britse band                          |
| 2007 | Q Awards                 | Beste live-act                             |
| 2008 | Meteor Music Awards      | Beste internationale optreden: Oxegen 2007 |
| 2008 | MTV Asia Awards          | Bring Da House Down                        |
| 2008 | NME Awards               | Beste live band                            |
| 2009 | Best Art Vinyl           | Beste albumhoes: The Resistance            |
| 2009 | NME Awards               | Beste albumhoes                            |
| 2009 | NME Awards               | Beste liveband                             |
| 2009 | Q Awards                 | Beste hedendaagse live-act                 |
| 2010 | American Music Awards    | Favoriete alternatieve artiest             |
| 2010 | European Festival Awards | Headliner van het jaar                     |
| 2010 | European Festival Awards | Beste festival-anthem                      |
| 2010 | MTV Video Music Awards   | Beste special effects                      |
| 2010 | NME Awards               | Beste Britse band                          |
| 2010 | NME Awards               | Beste website                              |
| 2011 | Grammy Awards            | Beste rockalbum                            |
| 2011 | Ivor Novello Awards      | Internationale prestatie                   |
| 2011 | NME Awards               | Beste Britse band                          |
| 2012 | NME Awards               | Meest toegewijde fans                      |
| 2012 | Q Awards                 | Beste hedendaagse live-act                 |
| 2013 | NME Awards               | Beste community voor fans                  |
| 2016 | Grammy Awards            | Beste rockalbum                            |